# Onobrychis ptychophylla
Onobrychis ptychophylla är en ärtväxtart som beskrevs av Sirj. och Karl Heinz Rechinger. Onobrychis ptychophylla ingår i släktet esparsetter, och familjen ärtväxter. Inga underarter finns listade i Catalogue of Life.